# The Four Tops
 (mai 2024).
Si vous disposez d'ouvrages ou d'articles de référence ou si vous connaissez des sites web de qualité traitant du thème abordé ici, merci de compléter l'article en donnant les références utiles à sa vérifiabilité et en les liant à la section « Notes et références ».
The Four Tops est un groupe américain originaire de Détroit, dans le Michigan. Le groupe est signé au label Motown, et son répertoire est principalement tourné vers les genres doo-wop, jazz, soul, RnB et disco. Le groupe est composé à la base des membres suivants : Levi Stubbs (un cousin du chanteur Jackie Wilson), Abdul « Duke » Fakir, Renaldo « Obie » Benson et Lawrence Payton. La formation perdure durant plus de quarante ans (de 1953 à 1997). Le premier changement de membre a lieu à la mort de Lawrence Payton, le 20 juin 1997. Après ce décès, d'autres membres quittent successivement le groupe et sont remplacés par des connaissances, comme Theo Peoples (ancien membre de The Temptations). Peoples hérite du rôle de chanteur principal après que Stubbs a eu un accident cérébro-vasculaire en 2000, toutefois il est très vite remplacé par Ronnie McNeir.
Parmi les grands titres des Four Tops figurent I Can't Help Myself (Sugar Pie Honey Bunch) et Reach Out I'll Be There (adapté par la suite en français par Claude François et intitulé J'attendrai). En 1972, les Four Tops quittent Motown et signent un contrat avec ABC Records. Ils continuent d'enregistrer des tubes au cours des années 1980 avec différentes maisons de disques.
The Four Tops fait son entrée au musée Rock and Roll Hall of Fame en 1990 et au Vocal Group Hall of Fame en 1999. En 2004, le Rolling Stone positionne le quartet au 79e rang du palmarès des artistes de renom, toutes périodes confondues. Renaldo « Obie » Benson décède le 1er juillet 2005 d'un cancer du poumon et le chanteur Levi Stubbs, le 17 octobre 2008. Abdul « Duke » Fakir décède le 22 juillet 2024, dernier membre décédé de la formation d'origine.

## Histoire

### Débuts
Les quatre membres à la base du groupe commencent leur carrière ensemble, lorsqu'ils sont au lycée à Détroit. À cette époque, les étudiants de Pershing High, Levi Stubbs et Abdul « Duke » Fakir, chantent avec Renaldo « Obie » Benson et Lawrence Payton, de Northern High, à l'occasion d'une fête d'anniversaire locale.
Les quatre interprètes prennent alors la décision de former un groupe : « The Four Aims ». Avec l'aide du compositeur Roquel Davis Payton, ils signent un contrat avec Chess Records en 1956. C'est à ce moment qu'ils adoptent le nom de « The Four Tops » pour éviter la confusion avec The Ames Brothers. Cependant, The Four Tops ne réalise pas d'album à succès sous cette appellation.

### Carrière et succès avec Motown
Au cours des « années Motown », The Four Tops fait les chœurs et participe à des chansons d'artistes de leur maison de disques, comme Run, Run, Run du groupe féminin The Supremes ou encore My Baby Loves Me de Martha and the Vandellas (1966). À l'été de l'année 1964, Baby I Need Your Loving se positionne au 11e rang du Billboard américain. La chanson s'avère particulièrement populaire dans les stations de radio qui définissent la tendance aux États-Unis (un marché clé). La chanson figure au Top 10 Hits de la WMCA à New York et de la WKNR à Détroit. Après ce single, les Tops enchaînent avec Without the One Love You (Life's Not Worth While). La chanson figure au Top 40 de listes de R&B, trois positions en amont du single précédent. Ask the Lonely sort au début de l'année 1965. Elle s'inscrit au Top 30 Hits et au Top Ten R&B Hits.
La fortune des Four Tops commence à croître. Après une première position avec I Can't Help Myself (Sugar Pie, Honey Bunch) en juin 1965, les Four Tops vivent d'autres succès. En août 1966, ils obtiennent une première position aux classements anglais et américains avec l'un de leurs grands succès Motown : Reach Out I'll Be There, suivi de Standing in the Shadows of Love, dont les sonorités s'accordent avec celles de l'album sur lequel le titre figure : Reach Out, alors que le chagrin exprimé s'oppose au thème optimiste de l'album.
Sans les producteurs Holland-Dozier-Holland, The Four Tops connaît moins de succès qu'auparavant, tout comme d'autres artistes de Motown. Le groupe travaille ensuite avec plusieurs producteurs à Motown vers la fin des années 1960, dont Ivy Hunter, Nickolas Ashford et Valerie Simpson, Norman Whitfield et Johnny Bristol, sans positionner de chansons dans les palmarès.
En 1970, It's All in the Game produit par Frank Wilson, se classe dans le Top 30 et le Top 10 R&B[réf. nécessaire] Wilson et les Four Tops commencent à travailler sur un certain nombre de titres et d'albums. Ensemble, ils innovent et font appel à Whitfield, de The Temptations. L'album réalisé, Still Waters Run (1970), s'inscrit comme album-concept, une inspiration pour le chanteur Marvin Gaye (album What's Going On, 1971). Obie Benson, des Four Tops, coécrit la chanson-titre.
Le groupe enregistre également trois albums avec le trio féminin The Supremes : The Magnificent 7 (en) (1970), The Return of the Magnificent Seven (en) (1971) et Dynamite (1971). Un album parvient à se classer : The Magnificent Seven. Il est listé au Top 20, version River Deep - Mountain High de Ike and Tina Turner produite par Ashford and Simpson. Les chœurs du single A Simple Game (1971) de The Moody Blues ne parviennent pas à se positionner dans les palmarès américains, mais décrochent une troisième position dans ceux britanniques.

### Débuts chez d'autres labels

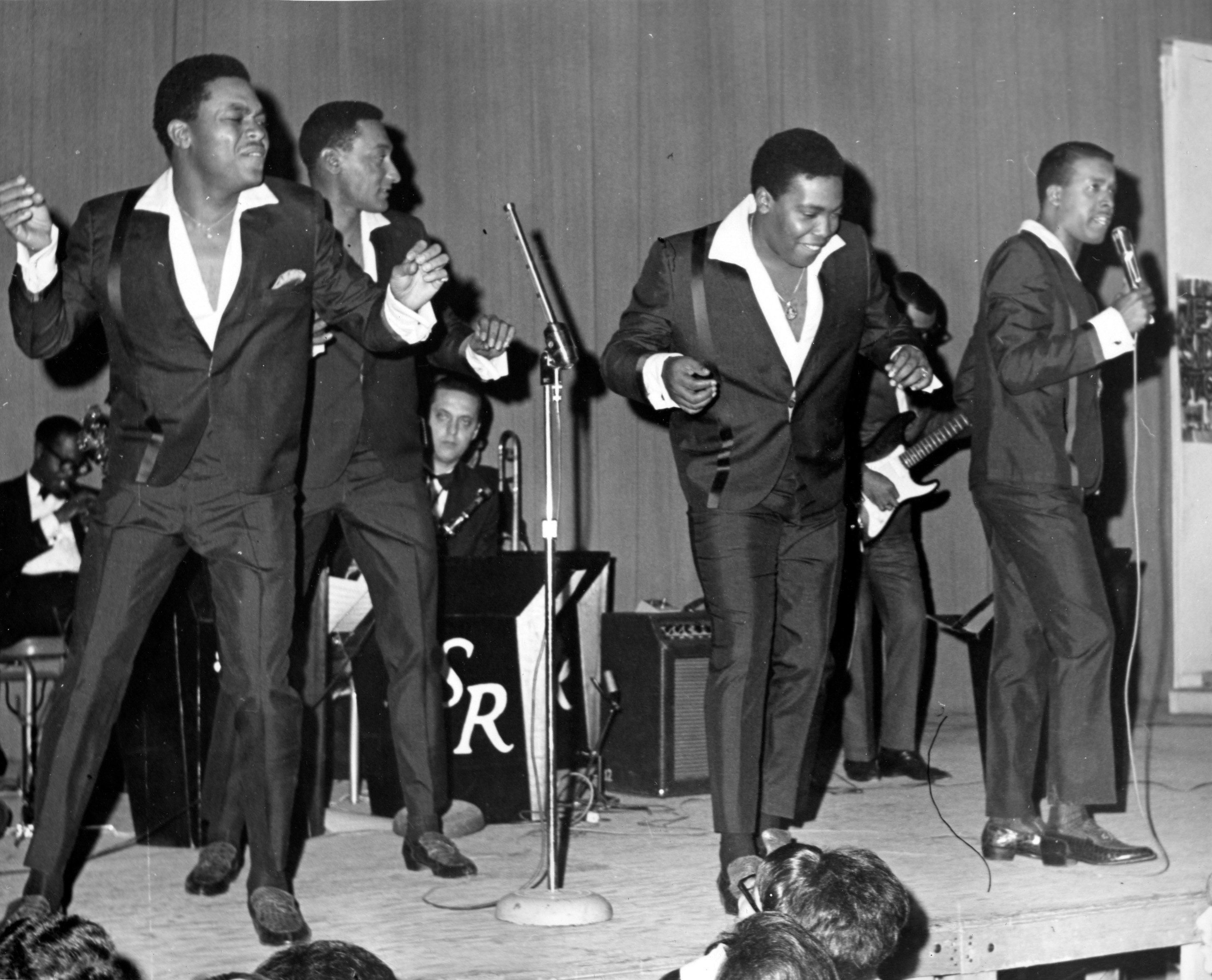
Les Four Tops à New York, en 1967.

La compagnie Motown commence à changer un certain nombre d'activités au cours des années 1970. Des groupes plus « anciens » tels que Martha and the Vandellas et The Marvelettes sont lentement mis de côté pour se concentrer sur les actes plus récents tels que Michael Jackson des Jackson 5, Rare Earth et Diana Ross désormais travaillant en solo. En outre, la société déménage de Détroit pour commencer de nouvelles activités a Los Angeles, en Californie (après avoir gagné beaucoup d'argent et connu son apogée grâce aux chanteurs (cités) légendaires de ce label). Berry Gordy a prévu d'intégrer le domaine du cinéma et de l'industrie de la télévision. En 1972, il est annoncé que l'ensemble de la compagnie se rendrait à Los Angeles, et que tous ses artistes devaient se déplacer ainsi. Plusieurs des anciens artistes de Motown, déjà négligés par la maison de disque, ont choisi de rester à Détroit, y compris The Funk Brothers, la chanteuse Martha Reeves, et les Four Tops.
Les Tops quittent Motown pour ABC-Dunhill, où ils sont affectés aux paroliers et producteurs Dennis Lambert et Brian Potter. Lawrence Payton des Four Tops sert également en tant que producteur et arrangeur. Keeper of the Castle était leur premier single du Top 10 pop hit depuis Bernadette en 1967, suivis par des titres tels que Ain't No Woman (Like the One I've Got) (un autre Top 10 hit pop), le single Top 20 Are You Man Enough (du film Shaft contre les trafiquants d'hommes), Sweet Understanding Love, Midnight Flower et One Chain Don't Make No Prison tous des hits classés dans le Top 10 R&B entre 1972 et 1974.

### Depuis les années 1990

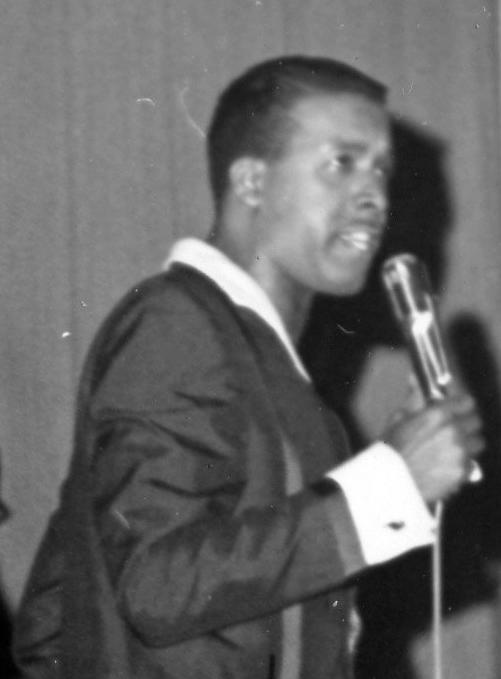
Levi Stubbs, membre des Four Tops.

Depuis la fin des années 1980, les Four Tops mettent l'accent sur les tournées et les spectacles vivants. Seul l'enregistrement de l'album de Noël 1995 Here With You sort de la Motown. Le 20 juin 1997, à 59 ans, Lawrence Payton décède des suites d'un cancer du foie, après avoir chanté pendant 44 ans avec les Four Tops. Le groupe, contrairement à de nombreux groupes de la Motown, n'a jamais eu un seul changement de formation jusque-là. Dans un premier temps, Levi Stubbs, Obie Benson, et Duke Fakir, partent en tournée en un trio appelé « les sommets ». En 1998, ils recrutent des anciens collègues de la Motown, comme Theo Peoples (auparavant membre des Temptations). Il rejoint le groupe afin de restaurer son concept en tant que quartet. Au début des années 2000, Levi Stubbs qui est le leader du groupe, tombe brusquement malade. Ronnie McNair est alors recruté pour remplacer Lawrence Payton alors que Peoples prend la place de Stubbs en tant que chanteur principal. Stubbs décède le 17 octobre 2008, chez lui à Détroit.
Pendant cette période, le groupe apparaît dans plusieurs émissions spéciales à la télévision : Motown 45, plusieurs émissions du PBS, dont un concert du 50e anniversaire dédié au groupe (disponible en DVD). Le concert s'est avéré être « amer ». Il fait apparaître brièvement Levi Stubbs en fauteuil roulant, et contient un hommage à Lawrence Payton lu par Obie Benson. Benson est présent sur une autre émission spéciale de PBS. Il décède le 1er juillet 2005 d'un cancer du poumon. Le fils de Lawrence Payton, Roquel (de son vrai nom Lawrence Payton, Jr.), a remplacé Benson sur la dernière émission spéciale de PBS, intitulé Motown : The Early Years, où un message de la mort de Benson apparaît après le générique final. Theo Peoples quitte le groupe et est remplacé par Spike Deleon.
Le groupe est intronisé au Rock and Roll Hall of Fame en 1990, et au Vocal Group Hall of Fame en 1999.

## Discographie

### Albums studio
- 1964 : The Four Tops' (UK #2)
- 1965 : The Four Tops' Second Album (US #20)
- 1966 : Four Tops Live! (US #17; UK #4)
- 1966 : Four Tops On Top (UK #9)
- 1967 : Four Tops' Hits (UK #1)
- 1967 : Reach Out (US #14; UK #6)
- 1968 : Four Tops' Greatest Hits (UK #1)
- 1970 : Still Waters Run Deep (US #21)
- 1972 : Keeper of the Castle (US #33)
- 1981 : Tonight! (US #37)

### Singles
- 1964 : Baby I Need Your Loving (US #11)
- 1965 : I Can't Help Myself (Sugar Pie Honey Bunch) (US #1; UK #10)
- 1965 : It's the Same Old Song (US #5)
- 1965 : Something About You (US #19)
- 1966 : Shake Me, Wake Me (When It's Over) (US #18)
- 1966 : Reach Out I'll Be There (US #1; UK #1)
- 1966 : Standing in the Shadows of Love (US #6; UK #6)
- 1967 : Bernadette (US #4; UK #8)
- 1967 : 7-Rooms of Gloom (US #14; UK #12)
- 1967 : You Keep Running Away (US #19)
- 1967 : If I Were a Carpenter (US #20; UK #7)
- 1968 : Walk Away Renée (US #14; UK #3)
- 1970 : Still Water (Love) (US #11; UK #10)
- 1970 : It's All In The Game (UK #5)
- 1970 : River Deep - Mountain High (The Supremes & Four Tops) (US #14; UK #6)
- 1971 : Simple Game (UK #3)
- 1972 : Keeper of the Castle (US #10)
- 1973 : Ain't No Woman (Like the One I've Got) (US #4)
- 1973 : Are You Man Enough (US #15)
- 1981 : When She Was My Girl (US #11; UK #3)
- 1988 : Loco In Acapulco (UK #7)